# PayQR
PayQR (аббревиатура от Pay with Quality Result — «платить с качественным результатом») — «облачная» платёжная инфраструктура для мобильных телефонов и планшетных компьютеров на основе технологий QR-кодирования, NFC и Bluetooth Smart. Позволяет совершать покупки и платежи с помощью мобильного устройства в любых местах, включая интернет-магазины, такси, рестораны, розничные торговые точки и так далее, а также оплачивать любые бумажные квитанции с помощью двухмерных матричных кодов и обычных линейных штрихкодов (ЖКХ/ТСЖ, свет, вода, газ, капремонт, телефон, интернет, штрафы ГИБДД, налоги и другие). Базовым сценарием использования является установка бесплатного приложения PayQR на свой телефон из App Store, Google Play или Windows Phone Store и считывание «квадратного кода» для совершения покупки или оплаты. Предварительная регистрация в платёжном сервисе PayQR не требуется, а после первой совершенной операции предлагается регистрация по номеру телефона оператора сотовой связи.

## Описание
Компания ООО «ФИТ» (владелец торговой марки PayQR) разработала первый в России сервис бесконтактной оплаты товаров и услуг с помощью мобильного телефона. Приоритетная технология получения счетов — двухмерное матричное штрихкодирование (стандарты QR Code, Data Matrix, Aztec и так далее), но инфраструктурно проект совместим с Near Field Communication, Bluetooth Smart и другими платёжными технологиями, включая передачу счетов по номерам телефонов операторов сотовой связи. С точки зрения сравнительного анализа технологий безналичной оплаты мобильным телефоном, QR-коды выглядят гораздо более перспективными, так как могут применяться в любой сфере (в частности, в электронной коммерции или в печати платёжных документов на бумажных носителях), не имеют особых требований к смартфонам плательщиков, кроме наличия в них фотокамеры, и не обязывают бизнес заниматься переоборудованием своих торговых точек, потому что QR-код можно распечатать на любом принтере.
Проект представляет собой бесплатное банковское приложение для мобильных устройств, к которому можно привязать платёжные карты международных платёжных систем VISA и MasterCard, а также другие источники денежных средств (например, абонентский счёт у оператора сотовой связи). Пользователю необходимо отсканировать QR-код камерой смартфона, чтобы получить в приложении информацию о заказе (список товарных позиций), сообщить продавцу контактные данные, указать адрес доставки заказа, выбрать способ оплаты и подтвердить платёж паролем или с помощью технологии 3D-Secure. Приложение PayQR проводит несколько сеансов обмена данными с продавцом. Сначала шлёт ему информацию о заказе и его покупателе (номер карты лояльности, имя и контактный номер телефона для связи, точный адрес доставки и так далее). В ответ продавец подтверждает PayQR, что заказ с переданными параметрами создан и готов к оплате (при необходимости, в этом ответе продавец может откорректировать содержание заказа, например, применить скидку к покупателю и уменьшить итоговую сумму к оплате). Затем покупатель подтверждает списание денежных средств в PayQR, а PayQR передаёт продавцу подтверждение оплаты заказа, после чего продавец осуществляет доставку товаров/услуг покупателю. Если продавец предоставляет возможность покупателю не только указать адрес доставки, но и выбрать способ доставки или пункт самовывоза, число сеансов связи может доходить до четырёх. В некоторых сценариях, например, при оплате квитанций ЖКХ/ТСЖ сеансов обменов данными между PayQR и получателями денежных средств либо значительно меньше, либо нет совсем. Бесплатное банковское приложение PayQR доступно для смартфонов и планшетов под управлением операционных систем iOS, Android и Windows Phone. Также платёжный сервис предоставляет возможность быстро расплачиваться сразу с нескольких банковских карт и других источников денежных средств. Если необходимо, пользователь может пользоваться онлайн-микрозаймами для совершения своих покупок и платежей через PayQR.
Компания ООО «ФИТ» имеет ряд патентов на способы оплаты покупок мобильным телефоном и смежные изобретения, а коды проекта PayQR зарегистрированы в ФИПС и Библиотеке Конгресса США. Все используемые передовые решения проекта сертифицированы по международному стандарту безопасности в области обработки и хранения данных банковских карт PCI DSS 3.0. ООО «ФИТ» является оператором по обработке персональных данных в соответствии с требованиями ФЗ № 152-ФЗ. Все данные в рамках программно-аппаратного комплекса PayQR передаются по защищённым каналам с сертификатом SSL EV и кодируются ключом 256 bit. Аналогов существующему IT-решению в России нет. PayQR — проект компании ООО «ФИТ», которая объединила ряд проектов, занимающихся разработками в области бесконтактных платежей, под общий бренд в 2013—2014 гг.

## История создания и развития проекта
- Начало 2013 г. — Глеб Марков, в дальнейшем CEO PayQR, регистрирует ООО «ФИТ» и формулирует идею будущего сервиса[10].
- Декабрь 2013 г. — прототип приложения размещён в App Store под рабочим названием Scanopay[9].
- 2014 г. — привлечение $1,5 млн частных инвестиций[5] и запуск обновлённого и дополненного решения под названием PayQR.
- Начало 2015 г. — перезапуск сервиса, выход на рынок. Компания анонсирует планы по набору аудитории в 1 миллион активных пользователей приложения PayQR, а также по выходу на максимальное количество партнёров из секторов ЖКХ, e-commerce и ресторанного бизнеса[11].
- Январь 2015 г. — PayQR совместно с коммуникационным агентством Ampersand провёл исследование рынка мобильных платежей[12].
- Февраль 2015 г. — PayQR становится резидентом IT-кластера Инновационного центра «Сколково». Подключено 70 партнёров. Установлено 40 000 приложений, из них 80 % пользователей активны[13].
- Апрель 2015 г. — тестирование оплаты услуг ЖКХ и проезда в метро (проект с Московским метрополитеном) через PayQR[14].
- Июль 2015 г. — Более 10 млн россиян получили платёжные квитанции ЖКХ и ГИБДД нового формата — с QR-кодом. Он помогает моментально совершить платёж и избежать любых ошибок при введении данных, если его считать приложением PayQR.[15].
- Август 2015 г. — PayQR провёл исследование, посвящённое анализу способов оплаты штрафов ГИБДД[16].
- Сентябрь 2015 г. — Вслед за Олегом Тиньковым менеджмент платёжного сервиса PayQR публично предложил свой оффер на покупку RocketBank: $1,5 млн.[17].

## Российские исследования рынка
По данным J’son & Partners Consulting, количество регулярных пользователей QR-кодов в России составило 9 млн человек в 2014 году, и этот сектор растёт на 260 % в год. Marketing Media Review назвал QR-коды трендом № 1 в шопинге в 2015 году. 79 % онлайн-покупателей в России считают, что в будущем будут расплачиваться в обычных магазинах с помощью мобильных устройств. По прогнозу коммуникационного агентства Ampersand, к 2018 году будут оплачивать покупки мобильным телефоном 30 % россиян.